# Masdevallia splendida
Masdevallia splendida är en orkidéart som beskrevs av Heinrich Gustav Reichenbach. Masdevallia splendida ingår i släktet Masdevallia och familjen orkidéer. Inga underarter finns listade i Catalogue of Life.